# 271
Évszázadok: 2. század – 3. század – 4. század
Évtizedek: 220-as évek – 230-as évek – 240-es évek – 250-es évek – 260-as évek – 270-es évek – 280-as évek – 290-es évek – 300-as évek – 310-es évek – 320-as évek
Évek: 266 – 267 – 268 – 269 –  270 – 271 – 272 – 273 – 274 – 275 – 276

## Események

### Római Birodalom
- Aurelianus császárt és Pomponius Bassust választják consulnak.
- Aurelianus kiűzi a vandálokat Pannóniából, majd Észak-Itáliába siet, ahol az alemannok és juthungok kifosztották Placentia városát. A barbárok meglepetésszerűen megtámadják és megfutamítják a császár seregét.
- Aurelianus újjászervezett csapataival a közép-itáliai Fanónál szétveri a Róma felé haladó juthungokat, majd Paviánál bekeríti és megsemmisíti az alemannok seregét.
- Aurelianus felelősségre vonja a sikkasztáson ért kincstárnokot, Felicissimust. A kincstárnok fellázítja a pénzverdék munkásait, az utcai harcokban állítólag több ezren vesznek oda. A felkelés leverése után Aurelianus leszámol ellenfeleivel a szenátusban.
- Több trónkövetelő is jelentkezik a provinciákban - Septimius, Urbanus és Domitianus - de felkeléseiket gyorsan leverik.
- Aurelianus kezdeményezi Róma védőfalainak megépítését.
- Aurelianus a Balkánra vonul, ahol legyőzi a fosztogató gótokat, majd a Dunán túlra, saját szállásterületükre üldözi őket és újból győzelmet arat felettük. A csatában elesik Cannabas, a gótok királya.
- Aurelianus feladja a védhetetlen, barbárok által feldúlt daciai provinciákat, kivonja az ottani helyőrségeket és hivatalnokokat. A római lakosságot a két moesiai provincia között kialakított Dacia Aureliana tartományba telepíti át.
- Victorinus gall császárt meggyilkolja egyik tisztje, akinek elcsábította a feleségét. A szakadár Gall Császárság élén - Victorinus anyja, Victoria segítségével - I. Tetricus követi.
- Zenobia palmürai királynő császárnővé kiáltja ki magát és elszakad a Római Birodalomtól. Hadvezére, Zabdas megszállja Kis-Ázsiában Ciliciát, Galatiát és egészen Ancyráig jut.
- Véget ér a birodalom lakosságát tizedelő Ciprián-féle járvány.

### Perzsia
- Egy éves uralkodás után meghal I. Hurmuz szászánida király. Utóda öccse, I. Bahrám.

### Kína
- Vu császár leveri a hszienpejek és hsziungnuk lázadását.
- A keleti Vu állam megszállja a korábban a Csin-dinasztiához átpártoló Csiao tartományt (a mai Észak-Vietnamot).
- Először használnak Kínában mágneses iránytűt.

## Halálozások
- I. Hurmuz, szászánida király
- Liu San, a kínai Su Han állam császára
- Victorinus, gall császár
- II. Domitianus, római trónkövetelő
- Septimius, római trónkövetelő

## Fordítás
- Ez a szócikk részben vagy egészben  a(z)   271 című angol Wikipédia-szócikk ezen változatának fordításán alapul.  Az eredeti cikk szerkesztőit annak laptörténete sorolja fel. Ez a jelzés csupán a megfogalmazás eredetét és a szerzői jogokat jelzi, nem szolgál a cikkben szereplő információk forrásmegjelöléseként.